# Madeleines Bijou
Pour les articles homonymes, voir Bijou (homonymie).
Bijou  est une entreprise française, située aux Lacs, sur la commune de Saint-Yrieix-la-Perche dans le département de la Haute-Vienne en région Nouvelle-Aquitaine.
Spécialisée depuis plus de 170 ans dans la fabrication de madeleines, elle est l’une des PME limousines positionnées sur les productions agroalimentaires.

## Histoire
La maison Bijou, pâtisserie confiserie biscuiterie artisanale, voit le jour en 1845. Elle tient son nom de celui de sa spécialité : les madeleinettes (petites madeleines de couleur dorée). L'entreprise, à caractère familial, est fondée par l'arrière-grand-père Antoine Dubois. En 1970, l’entreprise se modernise et s’agrandit, en transférant ses locaux à l’extérieur de la ville, au lieu-dit « Les Lacs », qui est toujours son lieu actuel d’implantation.
En 1990, l'automatisation fait son apparition sur les chaines de production, et les investissements suivants sont consacrés à l’agrandissement et à l’automatisation de l’enfournement, du défournement, et des enrobeuses.  
En 2009, toute la charte graphique de l’entreprise, ainsi que son logo sont rénovés dans l’optique de valoriser la diversité des produits, tout en conservant l’image forte de la marque.

## Produits
L’entreprise fabrique des madeleines, des pâtisseries traditionnelles (cakes, quatre-quarts, génois, financiers, moelleux au chocolat...), des gâteaux fourrés (à la fraise, au caramel, au chocolat...), et des biscuits (cigarettes fourrées, cookies, galettes, petits-déjeuners...).

## Marchés
Bijou présente la particularité d’avoir organisé la vente de ses produits par le canal presque exclusif de la vente à distance auprès des Comités d’entreprise et des Particuliers. 
En dehors de ce mode de commercialisation, l'entreprise ne dispose, outre le magasin d’usine de Saint-Yrieix-la-Perche que de trois boutiques situées en Nouvelle-Aquitaine, une à Limoges, la seconde à Brive-la-Gaillarde et la dernière à Bordeaux.

## Fa péto lou Bijou: une tradition enfantine limousine
Les madeleines Bijou sont conditionnées en sachet fraîcheur individuel. Il est d'usage, en les ouvrant, de s'assurer de leur bon conditionnement en prenant le paquet dans le creux de la main et en serrant jusqu'à le faire exploser. Le paquet s'ouvre alors dans un bruit de petite explosion, un "POP", qui garantit au consommateur la bonne conservation du produit. Faire ainsi péto lou Bijou est une tradition enfantine limousine, parfois portée en dérision.